# Manuel Bento
Pour les articles homonymes, voir Bento (homonymie).
Manuel Bento est un footballeur portugais, né le 25 juin 1948 à Golegã et mort le 1er mars 2007 à Barreiro à l'âge de 58 ans. Il évoluait au poste de gardien de but.

## Carrière
Manuel débute en football en 1964, il joue alors chez les jeunes, dans sa région avec le CA Riachense où il reste jusqu'en 1966. Il change de club, et revient dans sa ville natale pour jouer au football du côté du FC Goleganense. Avec ses belles performances, c'est un jeune talent qui naît, il part la saison suivante chez les pro avec le FC Barreirense.
Il arrive au FC Barreirense pour la saison 1967-68, il joue directement dès la première saison en première division, il y dispute 11 matches, malgré cela il n'arrive pas a éviter la relégation avec son club. Cependant, il y reste pour disputer la deuxième division la saison suivante. Il aide, et fait remonter le club de Barreiro à nouveau en première division en terminant 1er de la zone sud en seconde division.
Il se fait un nom, et joue toutes ses saisons pratiquement tous les matches avec le FC Barreirense, en alignant au total 94 matches entre 1967 et 1972.
Ses performances hors norme ne passent pas inaperçu, et le Benfica Lisbonne vient le dénicher dès le début de la saison 1972-73. Il ne joue pas immédiatement titulaire, mais joue quelques matches en alignant 1 rencontre, puis 10, puis 15. Au total, il y reste 20 ans avec le Benfica, il devient une véritable icône, du football portugais, en gagnant de nombreux titres de championnat, de coupe, et aussi avec trois finales de coupe d'europe. Il y joue une totalité de 330 matches avec les lisboetes, et aussi il est l'indiscutable gardien de but entre les années de 1976 à 1986. Au total il y reste jusqu'en 1992.
Manuel dispute la finale de la Coupe UEFA en 1983, perdue contre Anderlecht (0-1, 1-1). Il est sur le banc des remplaçants lors de deux finales de Coupe des Champions perdues par Benfica, en 1988 contre le PSV Eindhoven (0-0, 5-6 t.a.b.) et en 1990 contre le Milan AC (0-1).
Manuel Bento par la suite, est élu par le journal sportif portugais record comme l'un des cent meilleurs joueurs portugais de tous les temps.
Le 1er mars 2007, Manuel Bento, décède à la suite d'une crise cardiaque à l'âge de 58 ans, à l'hôpital de Barreiro. C'est un monument du football, un portier, un pilier du Benfica et du Portugal qui s'éteint ce jour-là.

### Statistiques en joueur
| Saison                | Club                  | Championnat           | Championnat | Championnat | Coupe(s) nationale(s) | Coupe(s) nationale(s) | Supercoupe | Supercoupe | Compétition(s) continentale(s) | Compétition(s) continentale(s) | Compétition(s) continentale(s) | Sélection | Sélection | Sélection | Total | Total |
| Saison                | Club                  | Division              | M.          | B.          | M.                    | B.                    | M.         | B.         | Comp.                          | M.                             | B.                             | Équipe    | M.        | B.        | M.    | B.    |
| 1967-1968             | FC Barreirense        | 1                     | 12          | -           | -                     | -                     | -          | -          | -                              | -                              | -                              | -         | -         | -         | 12    | 0     |
| 1968-1969             | FC Barreirense        | 2                     | -           | -           | -                     | -                     | -          | -          | -                              | -                              | -                              | -         | -         | -         | 0     | 0     |
| 1969-1970             | FC Barreirense        | 1                     | 26          | -33         | -                     | -                     | -          | -          | -                              | -                              | -                              | -         | -         | -         | 26    | -33   |
| 1970-1971             | FC Barreirense        | 1                     | 26          | -31         | -                     | -                     | -          | -          | C3                             | -                              | -                              | -         | -         | -         | 26    | -31   |
| 1971-1972             | FC Barreirense        | 1                     | 30          | -46         | -                     | -                     | -          | -          | -                              | -                              | -                              | -         | -         | -         | 30    | -46   |
| Sous-total            | Sous-total            | Sous-total            | -           | -           | -                     | -                     | -          | -          | -                              | -                              | -                              | -         | -         | -         | 0     | 0     |
| 1972-1973             | Benfica Lisbonne      | 1                     | 1           | -           | -                     | -                     | -          | -          | C1                             | -                              | -                              | -         | -         | -         | 1     | 0     |
| 1973-1974             | Benfica Lisbonne      | 1                     | 10          | -           | -                     | -                     | -          | -          | C1                             | -                              | -                              | -         | -         | -         | 10    | 0     |
| 1974-1975             | Benfica Lisbonne      | 1                     | 15          | -           | -                     | -                     | -          | -          | C2                             | -                              | -                              | -         | -         | -         | 15    | 0     |
| 1975-1976             | Benfica Lisbonne      | 1                     | 15          | -           | -                     | -                     | -          | -          | C1                             | -                              | -                              | -         | -         | -         | 15    | 0     |
| 1976-1977             | Benfica Lisbonne      | 1                     | 28          | -           | -                     | -                     | -          | -          | C1                             | -                              | -                              | Portugal  | 3         | -4        | 31    | -4    |
| 1977-1978             | Benfica Lisbonne      | 1                     | 27          | -           | -                     | -                     | -          | -          | C1                             | -                              | -                              | Portugal  | 4         | -3        | 31    | -3    |
| 1978-1979             | Benfica Lisbonne      | 1                     | 29          | -           | -                     | -                     | -          | -          | C3                             | -                              | -                              | Portugal  | 5         | -4        | 34    | -4    |
| 1979-1980             | Benfica Lisbonne      | 1                     | 29          | -           | -                     | -                     | 1          | -2         | C3                             | -                              | -                              | Portugal  | 5         | -6        | 35    | -8    |
| 1980-1981             | Benfica Lisbonne      | 1                     | 30          | -16         | -                     | -                     | 2          | -4         | C2                             | -                              | -                              | Portugal  | 6         | -8        | 38    | -28   |
| 1981-1982             | Benfica Lisbonne      | 1                     | 28          | -           | -                     | -                     | -          | -          | C1                             | -                              | -                              | Portugal  | 8         | -12       | 36    | -12   |
| 1982-1983             | Benfica Lisbonne      | 1                     | 27          | -           | -                     | -                     | 2          | -2         | C3                             | -                              | -                              | Portugal  | 6         | -10       | 35    | -12   |
| 1983-1984             | Benfica Lisbonne      | 1                     | 29          | -           | -                     | -                     | 4          | -5         | C1                             | -                              | -                              | Portugal  | 6         | -8        | 39    | -13   |
| 1984-1985             | Benfica Lisbonne      | 1                     | 30          | -28         | -                     | -                     | 2          | 0          | C1                             | 4                              | -6                             | Portugal  | 10        | -12       | 46    | -46   |
| 1985-1986             | Benfica Lisbonne      | 1                     | 29          | -13         | -                     | -                     | 0          | 0          | C2                             | 4                              | -3                             | Portugal  | 7         | -8        | 40    | -24   |
| 1986-1987             | Benfica Lisbonne      | 1                     | 1           | -1          | -                     | -                     | 1          | -3         | C2                             | 0                              | 0                              | Portugal  | 3         | -4        | 5     | -8    |
| 1987-1988             | Benfica Lisbonne      | 1                     | 0           | 0           | -                     | -                     | -          | -          | C1                             | 0                              | 0                              | -         | -         | -         | 0     | 0     |
| 1988-1989             | Benfica Lisbonne      | 1                     | 0           | 0           | -                     | -                     | 0          | 0          | C3                             | 0                              | 0                              | -         | -         | -         | 0     | 0     |
| 1989-1990             | Benfica Lisbonne      | 1                     | 1           | 0           | -                     | -                     | -          | -          | C1                             | 0                              | 0                              | -         | -         | -         | 1     | 0     |
| 1990-1991             | Benfica Lisbonne      | 1                     | 0           | 0           | -                     | -                     | 0          | 0          | C3                             | 0                              | 0                              | -         | -         | -         | 0     | 0     |
| 1991-1992             | Benfica Lisbonne      | 1                     | 0           | 0           | -                     | -                     | -          | -          | C1                             | 0                              | 0                              | -         | -         | -         | 0     | 0     |
| Sous-total            | Sous-total            | Sous-total            | 329         | -           | -                     | -                     | 12         | -16        | -                              | -                              | -                              | -         | 63        | -79       | 404   | -95   |
| Total sur la carrière | Total sur la carrière | Total sur la carrière | 423         | -           | -                     | -                     | 12         | -16        | -                              | -                              | -                              | -         | 63        | -79       | 498   | -95   |

## En sélection nationale
Manuel a été le gardien indiscutable du Portugal entre 1976 à 1986 en alignant 63 sélections en équipe du Portugal. Il a débuté en sélection le 16 octobre 1976 contre la Pologne, pendant les tours préliminaires à la Coupe du monde de 1978. Par la suite, il effectue les éliminatoires pour l'Euro 1980 et les éliminatoires pour la Coupe du monde 1982, mais cela se finit sans succès, avec aucune présence en phase finale.
Le 13 novembre 1983, après un match aller sur une déroute (0-5) perdu contre l'URSS, il est l'un des héros du match, ou son équipe remporte la rencontre par un but à zéro, il réussit à ne pas encaisser de but et permet ainsi à son équipe de participer à l'Euro 1984. Son pays, fait un bon parcours, et chute pendant la célèbre demi-finale de l'Euro 1984 perdue face à la France après prolongation (2-3).
Par la suite, il reste encore le titulaire indiscutable, aux côtés de sa doublure Vítor Damas, qui les côtoie au fil des années. Il dispute les éliminatoires, et une nouvelle fois il est le héros cette fois la de la victoire contre la RFA, sur une victoire 1 à 0 à Stuttgart. Cette victoire, a permis a sa nation de participer à la deuxième phase finale pour la Coupe du monde de 1986.
Il est le titulaire dans le but portugais pour la Coupe du monde 1986 mais doit rapidement céder sa place au gardien remplaçant, Vítor Damas. En effet, il se fracture une jambe à l'entraînement, le lendemain du premier match joué par le Portugal (match remporté 1-0 face à l'Angleterre), par la même occasion il encaisse sa 63e et dernière sélection avec la Selecção das Quinas.

## Sélections
| Sélections | Date              | Stade                                       | Adversaire           | Résultat   | Minutes | Compétition                                     | Buts |
| ---------- | ----------------- | ------------------------------------------- | -------------------- | ---------- | ------- | ----------------------------------------------- | ---- |
| 1          | 16 octobre 1976   | Estádio das Antas, Porto                    | Pologne              | 0 – 2      | 90 min  | Tours préliminaires à la Coupe du monde de 1978 | - 2  |
| 2          | 5 décembre 1976   | Tsirion Athletic Center Stadium, Limassol   | Chypre               | 1 – 2      | 90 min  | Tours préliminaires à la Coupe du monde de 1978 | - 3  |
| 3          | 22 décembre 1976  | Estádio José Alvalade, Lisbonne             | Italie               | 2 – 1      | 90 min  | Match amical                                    | - 4  |
| 4          | 30 mars 1977      | Estádio dos Barreiros, Funchal              | Suisse               | 1 – 0      | 90 min  | Match amical                                    | –    |
| 5          | 9 octobre 1977    | Idrætsparken, Copenhague                    | Danemark             | 2 – 4      | 90 min  | Tours préliminaires à la Coupe du monde de 1978 | - 6  |
| 6          | 29 octobre 1977   | Stadion Śląski, Chorzów                     | Pologne              | 1 – 1      | 90 min  | Tours préliminaires à la Coupe du monde de 1978 | - 7  |
| 7          | 16 novembre 1977  | Estádio de São Luís, Faro                   | Chypre               | 4 – 0      | 90 min  | Tours préliminaires à la Coupe du monde de 1978 | –    |
| 8          | 8 mars 1978       | Parc des Princes, Paris                     | France               | 2 – 0      | 45e     | Match amical                                    | - 9  |
| 9          | 20 septembre 1978 | Estádio do Bonfim, Setúbal                  | États-Unis           | 2 – 0      | 90 min  | Match amical                                    | –    |
| 10         | 11 octobre 1978   | Estádio José Alvalade, Lisbonne             | Belgique             | 1 – 1      | 90 min  | Éliminatoires du Championnat d'Europe de 1980   | - 10 |
| 11         | 15 novembre 1978  | Praterstadion, Vienne                       | Autriche             | 1 – 2      | 90 min  | Éliminatoires du Championnat d'Europe de 1980   | - 11 |
| 12         | 29 novembre 1978  | Estádio da Luz, Lisbonne                    | Écosse               | 1 – 0      | 90 min  | Éliminatoires du Championnat d'Europe de 1980   | –    |
| 13         | 9 mai 1979        | Ullevaal Stadion, Oslo                      | Norvège              | 0 – 1      | 90 min  | Éliminatoires du Championnat d'Europe de 1980   | –    |
| 14         | 26 septembre 1979 | Estadio de Balaídos, Vigo                   | Espagne              | 1 – 1      | 90 min  | Match amical                                    | - 12 |
| 15         | 17 octobre 1979   | Stade du Heysel, Bruxelles                  | Belgique             | 2 – 0      | 90 min  | Éliminatoires du Championnat d'Europe de 1980   | - 14 |
| 16         | 1er novembre 1979 | Estádio Nacional do Jamor, Oeiras           | Norvège              | 3 – 1      | 90 min  | Éliminatoires du Championnat d'Europe de 1980   | - 15 |
| 17         | 21 novembre 1979  | Estádio da Luz, Lisbonne                    | Autriche             | 1 – 2      | 90 min  | Éliminatoires du Championnat d'Europe de 1980   | - 17 |
| 18         | 26 mars 1980      | Hampden Park, Glasgow                       | Écosse               | 4 – 1      | 90 min  | Éliminatoires du Championnat d'Europe de 1980   | - 21 |
| 19         | 24 septembre 1980 | Stade Luigi-Ferraris, Gênes                 | Italie               | 3 – 1      | 90 min  | Match amical                                    | - 24 |
| 20         | 7 octobre 1980    | Estádio do Restelo, Lisbonne                | États-Unis           | 1 – 1      | 45e     | Match amical                                    | - 25 |
| 21         | 15 octobre 1980   | Hampden Park, Glasgow                       | Écosse               | 0 – 0      | 90 min  | Tours préliminaires à la Coupe du monde de 1982 | –    |
| 22         | 19 novembre 1980  | Estádio da Luz, Lisbonne                    | Irlande du Nord      | 1 – 0      | 90 min  | Tours préliminaires à la Coupe du monde de 1982 | –    |
| 23         | 17 décembre 1980  | Estádio da Luz, Lisbonne                    | Israël               | 3 – 0      | 90 min  | Tours préliminaires à la Coupe du monde de 1982 | –    |
| 24         | 15 avril 1981     | Estádio das Antas, Porto                    | Bulgarie             | 1 – 1      | 90 min  | Match amical                                    | - 26 |
| 25         | 29 avril 1981     | Windsor Park, Belfast                       | Irlande du Nord      | 1 – 0      | 90 min  | Tours préliminaires à la Coupe du monde de 1982 | - 27 |
| 26         | 20 juin 1981      | Estádio das Antas, Porto                    | Espagne              | 2 – 0      | 45e     | Match amical                                    | –    |
| 27         | 24 juin 1981      | Råsunda Stadion, Stockholm                  | Suède                | 3 – 0      | 90 min  | Tours préliminaires à la Coupe du monde de 1982 | - 30 |
| 28         | 23 septembre 1981 | Estádio José Alvalade, Lisbonne             | Pologne              | 2 – 0      | 90 min  | Match amical                                    | –    |
| 29         | 14 octobre 1981   | Estádio da Luz, Lisbonne                    | Suède                | 1 – 2      | 45e     | Tours préliminaires à la Coupe du monde de 1982 | - 31 |
| 30         | 18 novembre 1981  | Estádio da Luz, Lisbonne                    | Écosse               | 2 – 1      | 90 min  | Tours préliminaires à la Coupe du monde de 1982 | - 32 |
| 31         | 16 décembre 1981  | Dimitar Kanev Stadium, Haskovo              | Bulgarie             | 5 – 2      | 90 min  | Match amical                                    | - 37 |
| 32         | 20 janvier 1982   | Nea Filadelfia Stadium, Athènes             | Grèce                | 1 – 2      | 90 min  | Match amical                                    | - 38 |
| 33         | 17 février 1982   | Niedersachsenstadion, Hanovre               | Allemagne de l'Ouest | 3 – 1      | 90 min  | Match amical                                    | - 41 |
| 34         | 24 mars 1982      | Stadio comunale Cornaredo, Lugano           | Suisse               | 2 – 1      | 90 min  | Match amical                                    | - 43 |
| 35         | 5 mai 1982        | Castelão, São Luís                          | Brésil               | 3 – 1      | 90 min  | Match amical                                    | - 46 |
| 36         | 22 septembre 1982 | Olympiastadion, Helsinki                    | Finlande             | 0 – 2      | 90 min  | Éliminatoires du Championnat d'Europe de 1984   | –    |
| 37         | 10 octobre 1982   | Estádio da Luz, Lisbonne                    | Pologne              | 2 – 1      | 90 min  | Éliminatoires du Championnat d'Europe de 1984   | - 47 |
| 38         | 16 février 1983   | Estádio Municipal de Guimarães, Guimarães   | France               | 0 – 3      | 90 min  | Match amical                                    | - 50 |
| 39         | 23 février 1983   | Estádio do Restelo, Lisbonne                | Allemagne de l'Ouest | 1 – 0      | 90 min  | Match amical                                    | –    |
| 40         | 27 avril 1983     | Stade Lénine, Moscou                        | URSS                 | 5 – 0      | 90 min  | Éliminatoires du Championnat d'Europe de 1984   | - 55 |
| 41         | 21 septembre 1983 | Estádio José Alvalade, Lisbonne             | Finlande             | 5 – 0      | 90 min  | Éliminatoires du Championnat d'Europe de 1984   | –    |
| 42         | 28 octobre 1983   | Stadion Olimpijski, Wrocław                 | Pologne              | 0 – 1      | 90 min  | Éliminatoires du Championnat d'Europe de 1984   | –    |
| 43         | 13 novembre 1983  | Estádio da Luz, Lisbonne                    | URSS                 | 1 – 0      | 90 min  | Éliminatoires du Championnat d'Europe de 1984   | –    |
| 44         | 2 juin 1984       | Estádio Nacional do Jamor, Oeiras           | Yougoslavie          | 2 – 3      | 90 min  | Match amical                                    | - 58 |
| 45         | 9 juin 1984       | Stade Municipal du Luxembourg, Luxembourg   | Luxembourg           | 1 – 2      | 90 min  | Match amical                                    | - 59 |
| 46         | 14 juin 1984      | Stade de la Meinau, Strasbourg              | Allemagne de l'Ouest | 0 – 0      | 90 min  | Championnat d'Europe de 1984                    | –    |
| 47         | 17 juin 1984      | Stade Vélodrome, Marseille                  | Espagne              | 1 – 1      | 90 min  | Championnat d'Europe de 1984                    | - 60 |
| 48         | 20 juin 1984      | Stade de la Beaujoire, Nantes               | Roumanie             | 1 – 0      | 90 min  | Championnat d'Europe de 1984                    | –    |
| 49         | 23 juin 1984      | Stade Vélodrome, Marseille                  | France               | 3 – 2 a.p. | 120 min | Championnat d'Europe de 1984                    | - 63 |
| 50         | 6 septembre 1984  | Estádio do Restelo, Lisbonne                | Bulgarie             | 1 – 0      | 45e     | Match amical                                    | –    |
| 51         | 12 septembre 1984 | Råsunda Stadion, Stockholm                  | Suède                | 0 – 1      | 90 min  | Tours préliminaires à la Coupe du monde de 1986 | –    |
| 52         | 14 octobre 1984   | Estádio das Antas, Porto                    | Tchécoslovaquie      | 2 – 1      | 90 min  | Tours préliminaires à la Coupe du monde de 1986 | - 64 |
| 53         | 14 novembre 1984  | Estádio José Alvalade, Lisbonne             | Suède                | 1 – 3      | 90 min  | Tours préliminaires à la Coupe du monde de 1986 | - 67 |
| 54         | 30 janvier 1985   | Estádio José Alvalade, Lisbonne             | Roumanie             | 2 – 3      | 45e     | Match amical                                    | –    |
| 55         | 10 février 1985   | Ta'Qali Stadium, Ta'Qali                    | Malte                | 1 – 3      | 90 min  | Tours préliminaires à la Coupe du monde de 1986 | - 68 |
| 56         | 24 février 1985   | Estádio da Luz, Lisbonne                    | Allemagne de l'Ouest | 1 – 2      | 90 min  | Tours préliminaires à la Coupe du monde de 1986 | - 70 |
| 57         | 3 avril 1985      | Stadio Cino e Lillo Del Luca, Ascoli Piceno | Italie               | 2 – 0      | 90 min  | Match amical                                    | - 72 |
| 58         | 25 septembre 1985 | Stadion Evžena Rošického, Prague            | Tchécoslovaquie      | 1 – 0      | 90 min  | Tours préliminaires à la Coupe du monde de 1986 | - 73 |
| 59         | 12 octobre 1985   | Estádio da Luz, Lisbonne                    | Malte                | 3 – 2      | 90 min  | Tours préliminaires à la Coupe du monde de 1986 | - 75 |
| 60         | 16 octobre 1985   | Neckarstadion, Stuttgart                    | Allemagne de l'Ouest | 0 – 1      | 90 min  | Tours préliminaires à la Coupe du monde de 1986 | –    |
| 61         | 22 janvier 1986   | Estádio Municipal de Leiria, Leiria         | Finlande             | 1 – 1      | 90 min  | Match amical                                    | - 76 |
| 62         | 19 février 1986   | Estádio Primeiro de Maio, Braga             | RDA                  | 1 – 3      | 90 min  | Match amical                                    | - 79 |
| 63         | 3 juin 1986       | Estadio Tecnológico, Monterrey              | Angleterre           | 1 – 0      | 90 min  | Coupe du monde de 1986                          | –    |

## Palmarès

### Barreirense
- Vainqueur de la II Divisão - Zona Sul : 1 fois — 1968-69

### Benfica
- Vainqueur du Championnat du Portugal : 8 fois — 1972-73, 1974-75, 1975-76, 1976-77, 1980–81, 1982-83, 1983–84, 1986–87
- Vainqueur de la Coupe du Portugal : 6 fois — 1979-80, 1980–81, 1982–83, 1984–85, 1985–86, 1986–87
- Vainqueur de la Supercoupe du Portugal : 2 fois — 1979, 1984
- Vainqueur de la Coupe Ibérique : 1 fois — 1983
- Vice-champion du Championnat du Portugal : 6 fois — 1973-74, 1977-78, 1978-79, 1981-82, 1985-86, 1989-90
- Finaliste de la Coupe du Portugal : 3 fois — 1973-74, 1974-75, 1988-89
- Finaliste de la Supercoupe du Portugal : 4 fois — 1980, 1982, 1983, 1986
- Finaliste de la Coupe UEFA : 1 fois — 1982-83
- Élu Footballeur portugais de l'année : 1 fois — 1977 -
- Elu par l'UEFA comme le meilleur gardien portugais de tous les temps - 2015.